# Alloryzja
Alloryzja (ang. allorrhizy) – zjawisko wykształcania korzeni niezależnie od pędu. Jest typowe dla roślin okrytonasiennych, u których w zarodku można wyróżnić wyraźny biegun korzeniowy. Jednak u części jednoliściennych pomimo wykształcania zaczątków korzeni występuje tendencja do homoryzji.